# Nguter (Nguter)
Nguter is een bestuurslaag in het regentschap Sukoharjo van de provincie Midden-Java, Indonesië. Nguter telt 5628 inwoners (volkstelling 2010).